# Honaga, Belgaum
Honaga là một làng thuộc tehsil Belgaum, huyện Belgaum, bang Karnataka, Ấn Độ.